# Prise de Fort Bute
 (signalé en mai 2025).
Si vous disposez d'ouvrages ou d'articles de référence ou si vous connaissez des sites web de qualité traitant du thème abordé ici, merci de compléter l'article en donnant les références utiles à sa vérifiabilité et en les liant à la section « Notes et références ».
- Archive Wikiwix
- Bing
- Cairn
- DuckDuckGo
- E. Universalis
- Gallica
- Google
- G. Books
- G. News
- G. Scholar
- Persée
- Qwant
- (zh) Baidu
- (ru) Yandex
- (wd) trouver des œuvres sur Wikidata

Guerre d'indépendance des États-Unis
La prise de Fort Bute le 7 septembre 1779 marque le début de l'intervention de l'Espagne dans la guerre d'indépendance des États-Unis, aux côtés de la France et des révolutionnaires américains. Menant des troupes de l'armée régulière espagnole, une milice acadienne et des natifs de Louisiane, le gouverneur Bernardo de Gálvez envahit et capture le poste frontière britannique de Manchac.
Le roi d'Espagne Charles III avait déclaré la guerre à la Grande-Bretagne le 21 juillet et Gálvez s'y était préparé efficacement, mais le 15 août un formidable ouragan se déchaîne sur la base de Gálvez à La Nouvelle-Orléans, coulant sa flotte, détruisant ses provisions et ruinant ses plans de campagne. Sans se décourager, Gálvez obtient le support de la colonie et le 27 août, il part par voie de terre à travers le territoire anglais de la Floride occidentale.
Les troupes espagnoles, après une marche meurtrière qui décimera des centaines de soldats, atteignent Fort Bute au bout de onze jours. La garnison anglaise choquée se rend sans combattre ; elle ne savait même pas que la guerre était déclarée.
Cette première victoire espagnole en entraînera d'autres :
- La bataille de Baton Rouge 20-21 septembre 1779
- La bataille de Fort Charlotte 20 février au 9 mars 1780